# Waldemar Anton
Waldemar Anton (sinh ngày 20 tháng 7 năm 1996) là một cầu thủ bóng đá chuyên nghiệp người Đức hiện đang thi đấu cho câu lạc bộ Bundesliga Borussia Dortmund và đội tuyển bóng đá quốc gia Đức ở vị trí trung vệ.

## Sự nghiệp
Mùa 2015-2016, Anton thi đấu hai trận ra mắt đội 1 Hannover 96, trận thắng 2-1 trước Vfb Stuttgart ngày 27 tháng 2 năm 2016 và trận thua 1-0 trước Eintracht Frankfurt ngày 19 tháng 3 cùng năm. Bàn thắng đầu tiên của anh được ghi trong trận đấu với Gladbach ngày 15 tháng 4 năm 2016. Anh cũng đã chơi mười một trận đấu cho Hannover 96 II.
Đầu mùa 2018-2019, anh được huấn luyện viên Andre Breitenreiter chỉ định làm tân đội trưởng của câu lạc bộ, thay thế cho Philipp Tschauner.

## Sự nghiệp quốc tế
Anh là thành viên của đội U21 Đức vô địch giải U21 châu Âu tổ chức ở Ba Lan năm 2017, cùng với một số đồng đội nổi tiếng khác như Serge Gnabry, Mahmoud Dahoud, Maximilian Philipp,...